# Verwaltungsgemeinschaft Südliches Saaletal
De Verwaltungsgemeinschaft Südliches Saaletal in het Thüringische landkreis Saale-Holzland-Kreis is een gemeentelijk samenwerkingsverband waarbij 20 gemeenten zijn aangesloten. Het bestuurscentrum bevindt zich in de stad Kahla die zelf geen deel uitmaakt van de Verwaltungsgemeinschaft.

## Deelnemende gemeenten
De volgende gemeenten maken deel uit van de Verwaltungsgemeinschaft:
| 1. Altenberga 2. Bibra 3. Bucha 4. Eichenberg 5. Freienorla 6. Großeutersdorf 7. Großpürschütz 8. Gumperda 9. Hummelshain 10. Kleineutersdorf | 1. Laasdorf 2. Lindig 3. Milda 4. Orlamünde, stad 5. Reinstädt 6. Rothenstein 7. Schöps 8. Seitenroda 9. Sulza 10. Zöllnitz |

Albersdorf · Altenberga · Bad Klosterlausnitz · Bibra · Bobeck · Bremsnitz · Bucha · Bürgel · Crossen an der Elster · Dornburg-Camburg · Eichenberg · Eineborn · Eisenberg · Frauenprießnitz · Freienorla · Geisenhain · Gneus · Golmsdorf · Gösen · Graitschen b. Bürgel · Großbockedra · Großeutersdorf · Großlöbichau · Großpürschütz · Gumperda · Hainichen · Hainspitz · Hartmannsdorf · Heideland · Hermsdorf · Hummelshain · Jenalöbnitz · Kahla · Karlsdorf · Kleinbockedra · Kleinebersdorf · Kleineutersdorf · Laasdorf · Lehesten · Lindig · Lippersdorf-Erdmannsdorf · Löberschütz · Mertendorf · Meusebach · Milda · Möckern · Mörsdorf · Nausnitz · Neuengönna · Oberbodnitz · Orlamünde · Ottendorf · Petersberg · Poxdorf · Rattelsdorf · Rauda · Rauschwitz · Rausdorf · Reichenbach · Reinstädt · Renthendorf · Rothenstein · Ruttersdorf-Lotschen · Scheiditz · Schkölen · Schleifreisen · Schlöben · Schöngleina · Schöps · Seitenroda · Serba · Silbitz · Stadtroda · St. Gangloff · Sulza · Tautenburg · Tautendorf · Tautenhain · Thierschneck · Tissa · Tröbnitz · Trockenborn-Wolfersdorf · Unterbodnitz · Waldeck · Walpernhain · Waltersdorf · Weißbach · Weißenborn · Wichmar · Zimmern · Zöllnitz